# 主祷文广场

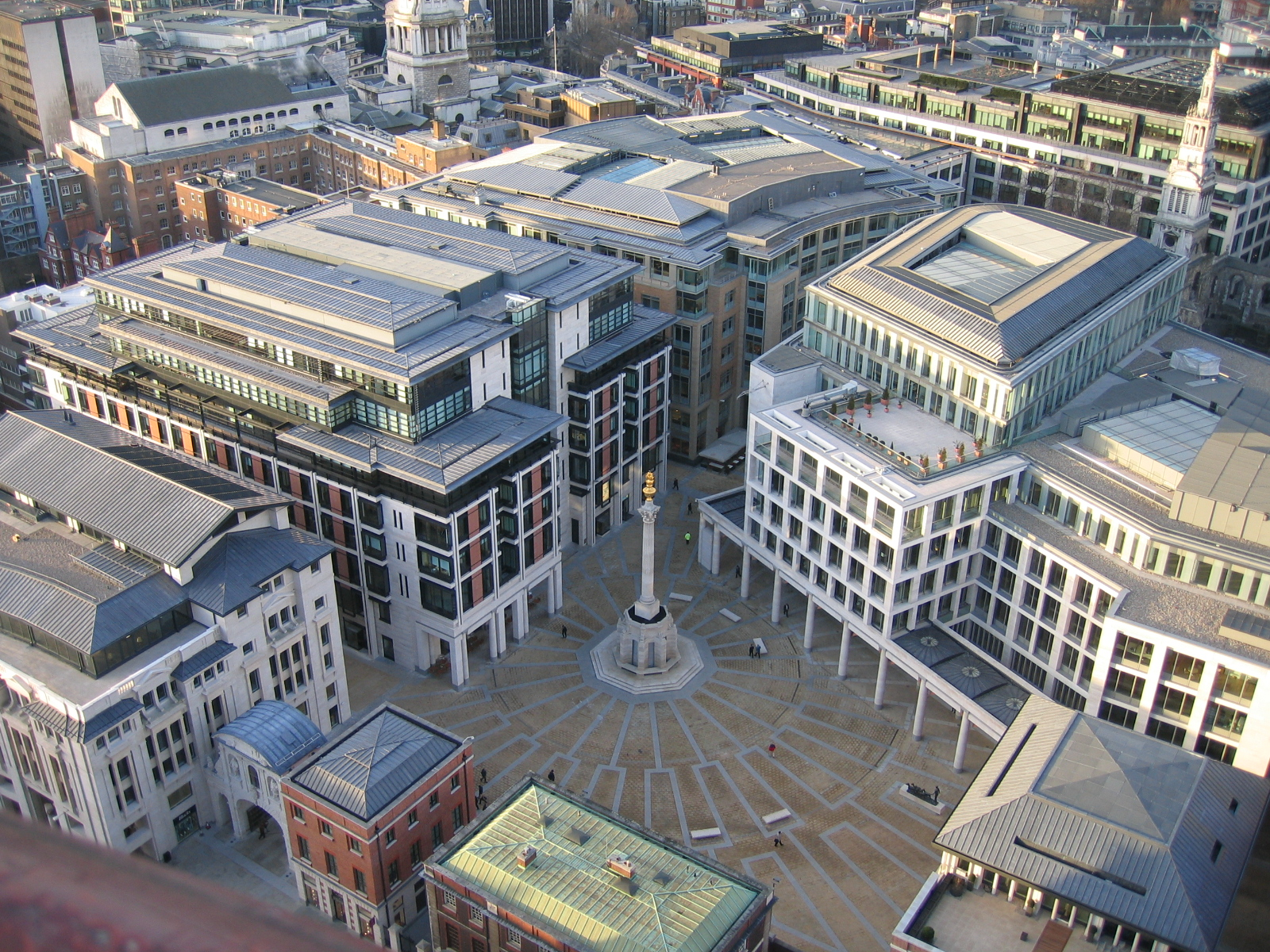
主祷文广场

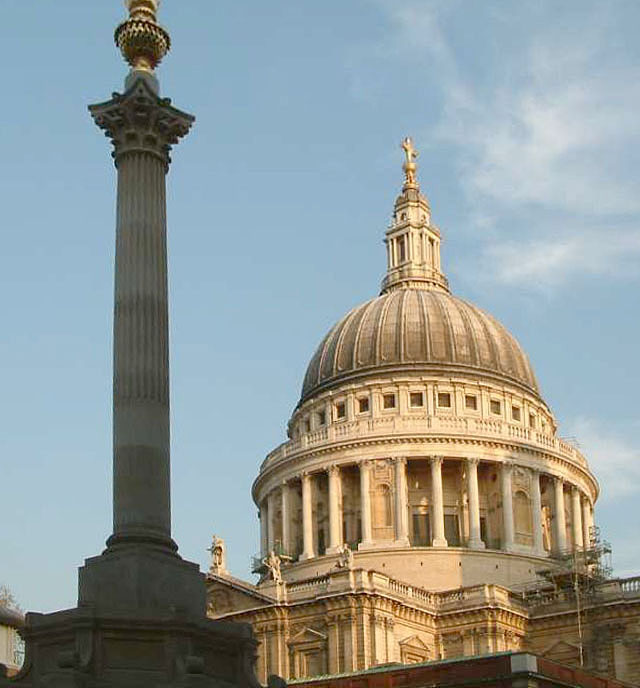
从主祷文广场看圣保罗座堂圆顶和主祷文广场圆柱

主祷文广场（英語：Paternoster Square）是一个都市发展项目，由三菱地所拥有，毗邻伦敦市的圣保罗座堂。该地区得名于“Paternoster Row”，是伦敦出版业的中心，在1942年，第二次世界大战期间的伦敦大轰炸中遭到严重破坏。2004年，伦敦证券交易所自针线街證券交易塔迁来此处，现在，这里还拥有高盛、美林证券和野村证券等投资银行，以及富达投资基金经理。
Pater noster在拉丁文中意为“我们的父”。广场靠近伦敦市的最高点拉德盖特山。

## 1960年代
从1961年到1967年，介于圣保罗座堂和新門街之间的街块，根据威廉·格雷厄姆·海福德的计划加以重建。新的主祷文广场很快就成了不受欢迎的，在许多人的眼中，这是紧邻首都的主要旅游景点的尴尬的存在。伦敦市长罗伯特·芬奇在2004年的《卫报》上写道，“旧的主祷文广场非常典型：阴森、没有个性的单体建筑 ”。

## 20世纪80年代和90年代
在1980年代后期，有建议重建该地区。1987年设计比赛的获胜者是Arup 的后现代设计，但在1990年放弃。
1996年，威廉·惠特菲尔德的总体规划获得通过，随后付诸实施。到2003年10月，完成了主祷文广场的重建，包括惠特菲尔德和其他一些公司的建筑物。主要的新住户是搬迁来此的伦敦证券交易所。

## 纪念碑和雕塑
重建的广场的主要纪念碑是23米高的主祷文广场圆柱，这是一根波特兰石砌筑的科林斯柱，顶部是覆盖金箔的铜瓮，夜间采用光纤照明。圆柱的设计者是威廉·惠特菲尔德建筑事务所。它有时被称为“菠萝”。
广场的北端是青铜雕像“牧人与羊”，作者是伊丽莎白·弗林克。
2004年，圣殿关在此重建。